# EFL Bowl VI
 (juillet 2019).
Navigation
EFL Bowl V EFL Bowl VII
L'European Football League Bowl 2019, abrégée en EFL Bowl VI, en français Bowl VI de la Ligue européenne de football américain, est la 6e édition de l'European Football League Bowl, la seconde compétition européenne interclubs de football américain organisée par l'IFAF Europe et réservée aux équipes de clubs de la Division II européenne.
Les équipes de 1re division participent au tournoi BIG 6 permettant de remporter l'Eurobowl.
L'IFAF Europe a annoncé le 1er juillet 2018 que les éliminatoires se dérouleront comme suit :
- 1er match : 13 et 14 avril 2019
- 2e match : 27 et 28 avril 2019
- 3e match : 11 et 12 mai 2019

L'EFL Bowl VI se déroule le 8 ou le 9 juin 2019.